# Chelemys delfini
Chelemys delfini е вид гризач от семейство Хомякови (Cricetidae).

## Разпространение и местообитание
Видът е разпространен в Чили.
Обитава национални паркове, ливади, храсталаци и степи.